# Liste von Bergstädten

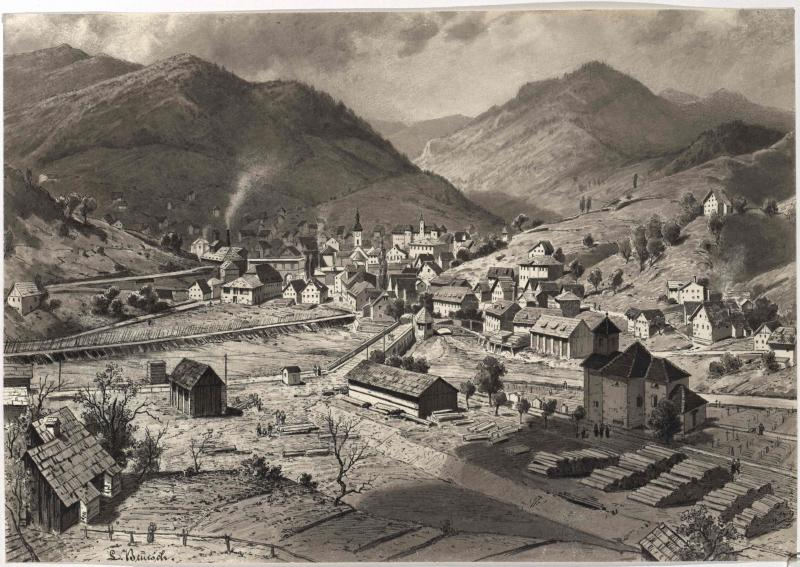
Das Gemälde „Die Bergstadt Idria“ von Ladislav Benesch.

Die Liste von Bergstädten enthält eine Aufstellung von historischen Bergstädten.
Bei einer Bergstadt handelte es sich um eine Stadt, die außer dem Stadtrecht auch weitreichende bergrechtliche Privilegien besaß. Hierzu gehört insbesondere die Bergfreiheit. Auch Städte, die Sitz eines Bergamts waren, wurden so bezeichnet. Aufgeführt sind nur Bergstädte, die auch historisch, also nicht erst in neuerer Zeit, so benannt wurden. Städte mit umfassendem Bergbau, die aber keine besonderen bergrechtlichen Privilegien besaßen, sind in diesem Sinne ebenso wenig Bergstädte wie Siedlungen, die zwar Bergrechte vorweisen konnten, aber kein Stadtrecht (Siegelrecht, Marktrecht etc.).

## Legende

Schlägel und Eisen kennzeichnen das Wappen vieler Bergstädte.

- Wappen: Das Wappen ist das heute gültige. Historisch kann das Wappen abweichen, was jedoch oft nicht ermittelbar ist.
- Name: Die Bergstädte lagen damals fast ausschließlich auf dem Gebiet des Heiligen Römischen Reiches. Deshalb wird der damalige, deutsche Name zuerst genannt, und dann erst der heutige bzw. zu anderen Zeiten gültige Name. Diesem vorangestellt ist der Sprachcode nach ISO 639-1. Hierbei bedeutet:
  - cs= Tschechisch
  - hu = Ungarisch
  - pl = Polnisch
  - ro = Rumänisch
  - sk = Slowakisch
- Jahr: Die Erhebung zur Bergstadt war ein uneinheitlicher Prozess. Der Verlust von Urkunden in den zahlreichen Kriegen und Stadtbränden, aber auch die unterschiedliche Interpretation der Privilegien führen dazu, dass in vielen Fällen unterschiedliche Angaben zur Bergstadtwerdung existieren. Nur in wenigen Fällen, insbesondere in Böhmen, wurden Siedlungen explizit in den Status einer Bergstadt erhoben.
- Anmerkungen: Angegeben werden die wesentlichen Eckpunkte der Stadt- und Montangeschichte. Informationen zur jüngeren Geschichte, die nichts mit der Bergstadt-Thematik zu tun haben, wurden in der Regel nicht aufgeführt.

## Sachsen
Mit der Entdeckung der Silbervorkommen von Freiberg begann im sächsischen Erzgebirge eine intensive, landschaftsverändernde Bergbautätigkeit. Das erste Berggeschrei lockte viele Menschen in die bis dahin weitestgehend unbewohnte Region. Allerdings kam der immer tiefer gehende Bergbau Mitte des 14. Jahrhunderts an seine technologischen Grenzen, so dass er gebietsweise vorerst eingestellt wurde und mehrere Siedlungen, deren Bevölkerung nahezu ausschließlich aus Bergleuten bestand, wieder wüst fielen.
Um 1470 führten dann Silberfunde bei Schneeberg zu einem zweiten Berggeschrei, in dessen Folge die bedeutenden Bergstädte Annaberg (1496) und Marienberg (1522) sowie Scheibenberg (1522) „auf wilder Wurzel“, d. h. planmäßig auf bis dahin unbewohntem Gebiet, angelegt wurden. Diese Siedlungen wurden bereits bei ihrer Grundsteinlegung mit Stadt- und Bergrechten versehen, ohne dass wirklich klar war, ob diese landesherrliche Investition erfolgreich sein würde. Im Laufe der Zeit, insbesondere im 16. Jahrhundert, wurden immer mehr Siedlungen entweder nachträglich mit Stadtrechten oder mit bergrechtlichen Privilegien versehen. Diese waren oft nur auf 10 Jahre befristet und konnten bei Misserfolg auch wieder entzogen werden. Insgesamt werden weit über 30 Städte im Erzgebirge zu den Bergstädten gezählt.
| Wappen | Name               | heutige Zugehörigkeit         | Lage | Jahr     | Anmerkungen |
| ------ | ------------------ | ----------------------------- | ---- | -------- | --- |
|        | Altenberg          |                               | ⊙    | 1451     | Nach den Funden in Böhmisch Zinnwald erfolgte um 1440 die Gründung einer Bergmannssiedlung. 1446 kaufte Kurfürst Friedrich II. das Gebiet und wurde zum Grundherrn. 1448 wurde eine Zinnordnung erlassen und 1451 Stadt- und Marktrecht für die Stadt „auf dem Geising-berg“, die erst seit 1489 „auf dem Altenberg“ genannt wird. |
|        | Annaberg           | Annaberg-Buchholz             | ⊙    | 1497     | Funde um 1491 leiten ein Berggeschrei ein. Seit 1496 ließ Herzog Georg der Bärtige die Bergstadt planmäßig anlegen. 1497 erhielt die „Neue Stadt am Schrekkenberg“ die Privilegien einer freien Bergstadt. Ab 1501 „St. Annaberg“. |
|        | Aue                | Aue-Bad Schlema               | ⊙    | 1666     | Erste Besiedlung um 1173. Stadtrechte wurden 1626 verliehen. Zinnbergbau kam am Heidelberg 1661 auf. Wird 1666 als „Bergstädtlein“ bezeichnet. |
|        | Berggießhübel      | Bad Gottleuba-Berggießhübel   | ⊙    | 1548     | Bereits um 1230 umfassender Eisenbergbau, die um 1440/1450 zur Errichtung einer Bergmannssiedlung führen. 1466 Gründung eines Bergamtes. 1548 Stadtrechtsverleihung. |
|        | Brand              | Brand-Erbisdorf               | ⊙    | 1834     | Im Süden von Freiberg gelegen setzte ab 1500 starker Silberbergbau ein. 1515 als Bergflecken bezeichnet erhielt sie Schankrecht. 1834 Stadtrechtsverleihung, seit 1912 als Brand-Erbisdorf. |
|        | Buchholz           | Annaberg-Buchholz             | ⊙    | 1501     | Verleihung städtischer Privilegien 1501 durch den Ernestiner Friedrich III. an St. Catharinenberg im Buchenholze als Konkurrenzgründung zum nahegelegenen Annaberg. Eigenes Bergamt 1507. |
|        | Dippoldiswalde     |                               | ⊙    |          | Die Ortsgründung erfolgte 1160/70. Um 1210 als Marktstadt mit Burg bekannt und 1266 „Oppidum“ mit Silberbergbau. Seit etwa um 1500 verstärkter Silberbergbau. |
|        | Ehrenfriedersdorf  |                               | ⊙    | 1477     | Die bäuerliche Besiedlung erfolgte Ende des 12. Jahrhunderts. Ab Mitte des 13. Jahrhunderts Bergbau auf Zinn, der zunehmend vom Seifenbergbau zum Tiefbergbau am Sauberg überging. Wandlung zu einer Bergmannssiedlung. 1477 Stadt mit Marktrecht. Später auch Bergamt. |
|        | Eibenstock         |                               | ⊙    | 1546     | Beginn der bäuerliche Besiedlung gegen Ende des 12. Jahrhunderts. Die ersten Zinnseifen im 13. Jahrhundert, die hier Hauptquelle des Zinnbergbaus waren. 1533 erwarb Johann Friedrich I. das Gebiet von den Tettauern und machte Eibenstock 1546 zur „Churfürstlich Sächsischen freyen Bergstadt“. |
|        | Elterlein          |                               | ⊙    |          | Die bäuerliche Besiedlung begann im 12./13. Jahrhundert. 1489 Stadtrechte und wenig später Einrichtung eines Bergamts. |
|        | Falkenstein/Vogtl. |                               |      | 1469     | 1448 nachgewiesenes Stadtrecht, seit 1469 Freie Bergstadt. |
|        | Frauenstein        |                               | ⊙    | 1411     | Anfang des 13. Jahrhunderts ließen die Wettiner hier eine Vorburgsiedlung errichten. Silberbergbau ab 1339. Stadtrecht 1411. Wegen Hochwassergefährdung wurde die Siedlung nach 1470 in der Nähe der Burg neu angelegt. |
|        | Freiberg           |                               | ⊙    |          | Nach Silberfunden um 1168, entstand um 1185 eine städtische Siedlung. Der Name leitet sich von der Bergfreiheit ab. Bergamt bereits 1241 vorhanden. Seit 1542 entwickelte sich hier das Sächsische Oberbergamt. |
|        | Geising            | Altenberg                     | ⊙    |          | Ab 1436/1440 Zinnbergbau nachweisbar. 1453 Stadtrecht für Altgeising durch die Bärensteiner, 1462 Stadtrechte für Neugeising durch Lauensteiner. |
|        | Geyer              |                               | ⊙    |          | 1349 wurden die Waldenburger mit Zinnseifen an den Greifensteinen belehnt. Anlage des Geyerschen Teiches um 1400. Um 1467 Stadtrechte und Marktrechte. |
|        | Glashütte          |                               | ⊙    | 1506     | 1506 Verleihung von Stadt- und Bergrecht durch Herzog Georg nach Annaberger Vorbild. |
|        | Hohenstein         | Hohenstein-Ernstthal          | ⊙    |          | Um 1510 Bergstadtrechte und eigenes Bergamt. |
|        | Johanngeorgenstadt |                               | ⊙    |          | 1654 von böhmischen Exulanten gegründet. Stadtrecht 1656. Nachfolgend Silber- und Kobaltbergbau. Bergamt seit 1662. |
|        | Jöhstadt           |                               | ⊙    |          | 1655 Stadtrecht |
|        | Kirchberg          |                               | ⊙    | 1709     | Anfang des 14. Jahrhunderts Silberbergbau bei Fürstenberg im Hohen Forst. Stadtrechte um 1310. 1709 wurde die Bergfreiheit verliehen, die aber nach Ablauf der zehn Jahre nicht erneuert wurde. |
|        | Lauenstein         | Altenberg                     | ⊙    |          | Im 13. Jahrhundert bestand hier eine Grenzschutzburg. Die Siedlung wird 1340 erstmals genannt. 1489 Ratsverfassung |
|        | Lengefeld          | Pockau-Lengefeld              | ⊙    | 1522     | Bäuerliche Besiedlung begann im 13. Jahrhundert. Bergstädtische Privilegien durch die Herrschaft Rauenstein. |
|        | Lößnitz            |                               | ⊙    | 1559     | Wird 1284 als „civitas“ bezeichnet und ist damit eine der ältesten Städte im Erzgebirge. 1406 geht die Stadt in den Besitz der Schönburger über. 1559 Verlegung des schönburgischen Bergamtes nach Lößnitz. |
|        | Marienberg         |                               | ⊙    | 1523     | 1519 Silberfunde im nahegelegenen Wüstenschlette. 1523 freie Bergstadt. |
|        | Neustädtel         | Schneeberg                    | ⊙    |          | Um 1200 Waldhufendorf „Scheibe“. Ab 1378 Zinnseifen und nachfolgend Wandlung zur Bergmannssiedlung. Nach den Silberfunden im nahegelegenen Schneeberg Stadtrechte. |
|        | Oberwiesenthal     |                               | ⊙    | 1530     | Ab 1526 einsetzender Silberbergbau. Im folgenden Jahr beginnt der Aufbau der „Neustadt am Wiesenthal“, 1588 Stadtrecht verliehen durch Herzog Christian von Sachsen |
|        | Oederan            |                               | ⊙    | 1583     | 1583 durch Kurfürst August I. Privileg einer freien Bergstadt |
|        | Scheibenberg       |                               | ⊙    | 1530     | Ab 1515/1516 Silberbergbau. 1522 Stadtgründung durch die Schönburger und 1530 Verleihung von Stadtrechten. |
|        | Schlettau          |                               | ⊙    | 1515     | Vermutlich im 13./14. Jahrhundert als bäuerliche Siedlung angelegt. 1477 einsetzender Silberbergbau. 1515 Bergstadt. |
|        | Schneeberg         |                               | ⊙    | 1481     | Spätestens ab 1453 unbedeutender Silberbergbau am Schneeberg. 1470/71 reiche Anbrüche, die ein Berggeschrei auslösten. Am 11. Dezember 1481 erhielt Schneeberg weitere Freiheiten. Stadtrecht 1665 |
|        | Schwarzenberg      |                               | ⊙    |          | Um 1170 Burg mit Vorburgsiedlung. Im 13. Jahrhundert Eisen-, Zinn- und Silberabbau. Um 1500 Bergstadt mit eigenem Bergamt. |
|        | Siebenlehn         | Großschirma                   | ⊙    |          | Datierter Silberbergbau ab 1346 nachweisbar. Stadtrecht 1370. |
|        | Steinheid          | Thüringen, Neuhaus am Rennweg | ⊙    | 1530     | Goldbergbau. Bereits 1362 erließ Friedrich der Strenge eine Bergfreiheit czu der Steinheide. Ein größeres Vorkommen wurde 1482 entdeckt und stand seit 1504 im Abbau. Die Ortsgründung „Unser lieben Frauen Berg“ erfolgte 1506. 1530 erhob der ernestinische Kurfürst Johann Friedrich Steinheid zur freien Bergstadt mit Bergmeister, Zehnter und Richter. 1534 eigene Bergordnung. Nachdem sich die Erwartungen nicht erfüllten verlor der Ort 1572 die Privilegien wieder. Insgesamt etwa 25 kg im 16. Jahrhundert. |
|        | Thum               |                               | ⊙    | vor 1445 | Bäuerliche Besiedlung im 12. Jahrhundert. Nachfolgend einsetzender Zinnbergbau und im 14. Jahrhundert Wandlung zur Bergmannssiedlung. 1445 wird Thum bereits „altes freies Bergstädtlein“ genannt. |
|        | Wolkenstein        |                               | ⊙    |          | Im 13. Jahrhundert als Vorburgsiedlung entstanden, Silberbergbau, 1323 als „Oppidum“ (städtische Siedlung) bezeichnet. |
|        | Zschopau           |                               | ⊙    | 1493     | Freie Bergstadt |
|        | Zwönitz            |                               | ⊙    |          | Bäuerliche Besiedlung im 12. Jahrhundert. Bergrechtliche Privilegien 1458, 1566 und schließlich 1603, mit denen Zwönitz Freie Bergstadt wurde. |

In jüngerer Zeit werden auch die bereits im Mittelalter wieder wüst gefallenen Bergbausiedlungen von Bleiberg, Fürstenberg und Ullersberg (letztere im Wolkenburger Revier) zu den Bergbaustädten gezählt. Allerdings fehlen hier konkrete Nachweise für Stadt- und Bergrechte.
Bergflecken wurden privilegierte Bergbausiedlungen genannt, die keine vollen Stadtrechte besaßen. Hierher gehören u. a. Bockau und Sosa.

## Harz

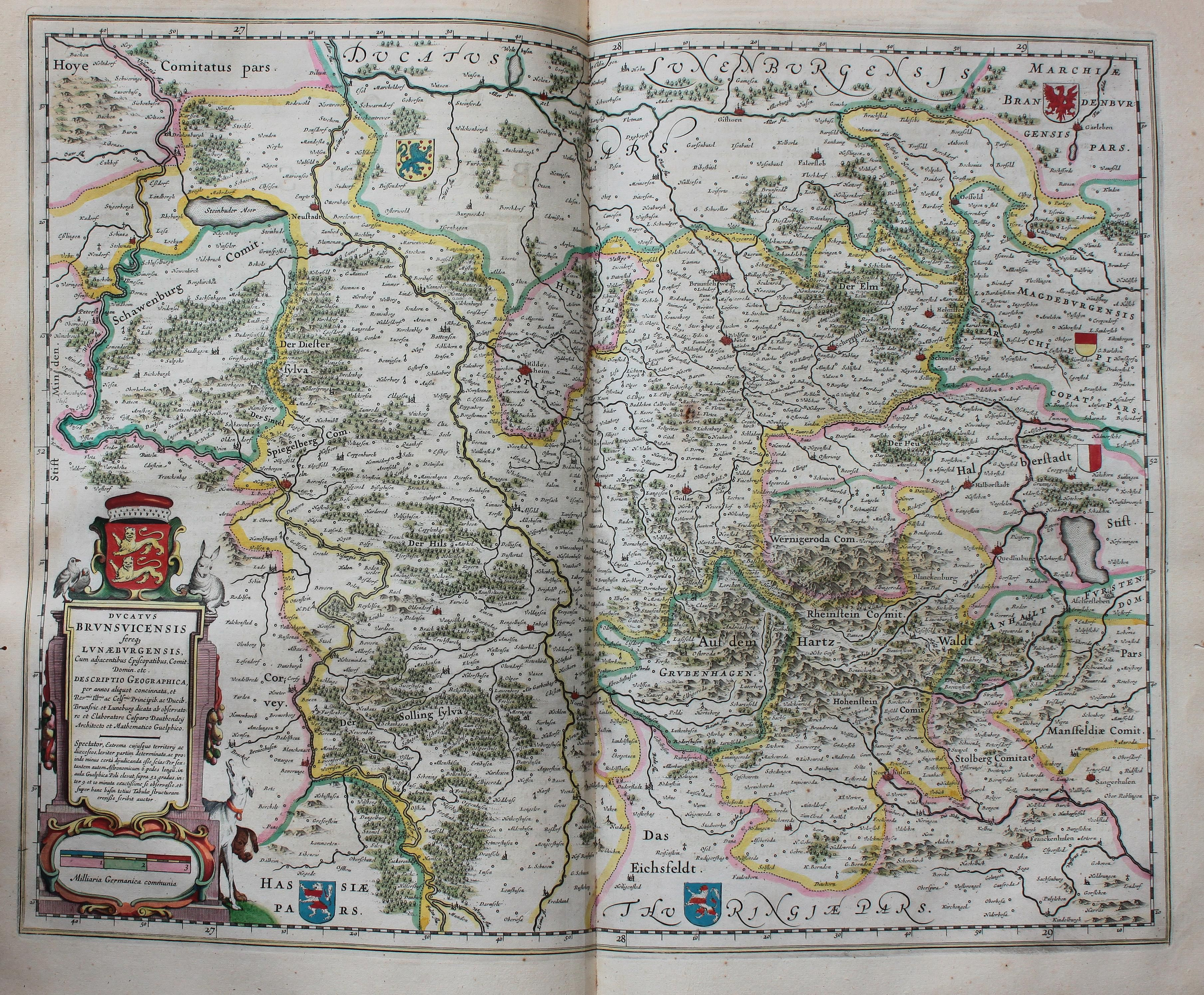
Der Harz mit den Fürstentümern Grubenhagen und Wolfenbütteln.

Der Bergbau im Oberharz setzte um 1200 im Zusammenhang mit der Inanspruchnahme des Gebietes durch das Kloster Cella ein. Die erste Periode dauerte allerdings nur etwa 150 Jahre, bis Probleme mit der Wasserhaltung und die Pest von 1348 dem Bergbau ein vorläufiges Ende setzten.
Silberfunde bei Sankt Andreasberg um 1520 und die 1524 für Grund erlassene Bergfreiheit durch Heinrich den Jüngeren führten zum Wiederaufleben des Silberbergbaus. Die Funde und die Privilegien bewirkten einen starken Zuzug von Bergleuten aus dem sächsischen Erzgebirge, die hier eine Sprachinsel des Erzgebirgischen bildeten. Im territorial zersplitterten Harz rangen mehrere Grafschaften und Fürstentümer um die Vorherrschaft. Insbesondere die Grenze zwischen den Fürstentümern Grubenhagen und Wolfenbüttel war umstritten. Am 31. Oktober 1531 kam es zu einem friedlichen Vergleich zwischen Heinrich d. J. und Philipp I. von Grubenhagen. In der Folge wurden immer weiterreichende Bergfreiheiten und Gerechtsame erlassen, um die Bergleute in ihr jeweiliges Herrschaftsgebiet zu locken. Nachdem die Grubenhagensche Linie 1593 ausgestorben war, wurde das Fürstentum durch den Wolfenbüttler Heinrich Julius übernommen, ging dann aber 1617 an das übergangene Fürstentum Lüneburg zurück. 1635 wurde dann zwei Verwaltungsgemeinschaften gebildet. Das Bergamt in Clausthal verwaltete den Einseitigen Harz mit den Bergstädten Clausthal, Altenau und Sankt Andreasberg. Das Bergamt Zellerfeld dagegen verwaltete den Communion-Harz mit Zellerfeld, Grund, Wildemann und Lautenthal.
Mit Inkraftsetzen des Preußischen Allgemeinen Berggesetzes im mittlerweile zum Königreich Hannover zusammengeschlossenen Gebiet endeten am 8. Mai 1867 die Bergfreiheiten, nachdem die Steuerfreiheit schon 1835 abgesetzt worden war. Damit endete de facto die Rechtsform Bergstadt im Harz, auch wenn die heutigen Ortsteile Bad Grund, Lautenthal, Sankt Andreasberg und Wildemann die rechtlich unwirksame Bezeichnung im Namen führen.
| Wappen                                       | Name                                      | heutige Zugehörigkeit                     | Lage                                      | Jahr                                      | Anmerkungen |
| Fürstentum Grubenhagen / Einseitiger Harz    | Fürstentum Grubenhagen / Einseitiger Harz | Fürstentum Grubenhagen / Einseitiger Harz | Fürstentum Grubenhagen / Einseitiger Harz | Fürstentum Grubenhagen / Einseitiger Harz | Fürstentum Grubenhagen / Einseitiger Harz |
| -------------------------------------------- | ----------------------------------------- | ----------------------------------------- | ----------------------------------------- | ----------------------------------------- | --- |
|                                              | Clausthal                                 | Clausthal-Zellerfeld                      | ⊙                                         | 1554                                      | Bezogen auf das nahe Zellerfeld setzte der Bergbau bei Clausthal deutlich später ein. Bedingt durch den Zuzug verlieh Ernst IV. 1554 die Rechte einer freien Bergstadt. Clausthal war spätestens seit 1558 Sitz des Grubenhagenschen Bergamtes mit Berghauptmann, Bergmeister, Bergrichter etc. |
|                                              | Altenau                                   | Clausthal-Zellerfeld                      | ⊙                                         | 1617, 1636                                | Erste Erwähnung 1227 im Zusammenhang mit dem Bergbau. Ab 1520 erste Siedlungen und 1580 noch „geringer Bergflecken von 20 Häusern“. Gehörte bis 1617 zum Fürstentum Grubenhagen und kam dann zum Fürstentum Lüneburg unter Christian dem Älteren, der Stadtrechte verlieh. 1636 Verleihung der Clausthaler Bergfreiheit unter Herzog August I. zu Braunschweig-Lüneburg-Celle und endgültige Erhebung freien Bergstadt |
|                                              | Sankt Andreasberg                         | Braunlage                                 | ⊙                                         | 1537                                      | Erste Erwähnung am 3. November 1487 als sanct andrews berge. Um 1520 Silberfund am Beerberg. 1521 erste Bergfreiheit nach sächsischem Vorbild, 1527 zweite durch die Grafen Heinrich und Ernst von Hohnstein in der Grafschaft Lauterberg. Ab 1528 Aufbau einer Bergarbeitersiedlung mit vielen Bergleuten aus dem Erzgebirge. 1537 erhielt die Siedlung Stadtrechte und umfasste bereits 300 Häuser mit etwa 2000 Einwohner. 116 Gruben. Bereits ab 1542 Rückgang des Bergbaus. 1592 fällt Sankt Andreasberg an das Fürstentum Grubenhagen. |
| Fürstentum Wolfenbüttel / Communion-Oberharz |                                           |                                           |                                           |                                           | |
|                                              | Zellerfeld                                | Clausthal-Zellerfeld                      | ⊙                                         | 1532 / 1535                               | Nach 1150 wurde das Kloster Cella gegründet und nachfolgend Bergbau betrieben. 1532 erhielt Zellerfeld unter Heinrich d. J. Stadt- und Bergrechte. Ab 1549 Bergamtssitz für Braunschweig-Wolfenbüttel. Nach Zerstörung im 30-jährigen Krieg und Stadtbrand 1672 wurde der Ort mit Schachbrettmuster-artigem Grundriss neu aufgebaut. |
|                                              | Grund                                     | Bad Grund                                 | ⊙                                         | 1532                                      | Heinrich d. J. verlieh am 16. Juni 1524 „für den Bergbau bei Gyttelde im Grund und anderen umliegenden Gebirgen“ die Bergfreiheit. Am 8. April 1532 erhielt der Ort, der bereits selbstständige Kirchgemeinde war, die Stadt-, Brau- und Marktgerechtsame. Am 1. Oktober 1553 wurde eine weitere Bergfreiheit verliehen. Sie besagte, dass Schuldner nicht belangt werden konnten und Bergleute keinen Heeresdienst leisten mussten. |
|                                              | Lautenthal                                | Langelsheim                               | ⊙                                         | 1613                                      | Obwohl um 1300 bereits erwähnt, kam Bergbau erst ab 1535 auf. Anschließend entstanden erste Bergmannssiedlungen. 1613 wurde die Bergfreiheit von 1556 durch Friedrich Ulrich auch auf Lautenthal ausgedehnt und der Ort damit zur freien Bergstadt erklärt. Führt seit 2013 den inoffiziellen Zusatz „Bergstadt“. |
|                                              | Wildemann                                 | Clausthal-Zellerfeld                      | ⊙                                         | 1534, 1553                                | 1524 Aufwältigung des Tiefen-Wildemann-Stollens auf Veranlassung von Heinrich II. (dem Jüngeren) im Fürstentum Wolfenbüttel und damit Wiederaufnahme des Silberbergbaus. 1529 Aufbau einer geschlossenen Wohnsiedlung. 1534 Stadtrecht, 1553 Bergfreiheit. |

## Länder der böhmischen Krone

### Königreich Böhmen
| Wappen | Name                                               | Zugehörigkeit als Bergstadt | Lage | Jahr | Anmerkungen |
| ------ | -------------------------------------------------- | --------------------------- | ---- | ---- | --- |
|        | Abertham (Abertamy)                                | Böhmen                      | ⊙    | 1579 | Bereits 1531 erste Bergfreiheiten, unsicher, erste Erwähnung als Bergstädtchen, Ortsgründung um 1529 |
|        | Adamstadt (Adamov)                                 | Böhmen                      | ⊙    | 1595 | Bergbau auf Silber und Blei. Durch einen am 6. Februar 1595 von Kaiser Rudolf II. ausgefertigten Freiheitsbrief wurde die Bergmannssiedlung mit einem Stadtwappen und den gleichen Privilegien wie das nahe gelegene Rudolfstadt begnadet. Benannt wurde der in der Herrschaft Frauenberg gelegene Ort nach Adam Ungnad von Sonneck, der sich für die Erhebung eingesetzt hatte. |
|        | Bärringen (Pernink)                                | Böhmen                      | ⊙    | 1559 | Bergamt 1581, zur Bergstadt erhoben durch Ferdinand I. |
|        | Bergreichenstein (Kašperské Hory)                  | Böhmen                      | ⊙    | 1584 | Goldbergbau im 13. Jahrhundert. Vermutlich schon unter König Johann von Luxemburg zur Stadt erhoben. Kgl. Bergstadt durch Rudolf II. am 18. Juli 1584. |
|        | Bergstadtl Unserer lieben Frauen (Hory Matky Boží) | Böhmen                      | ⊙    | 1522 | Um 1519 fündig geworden. Wurde am 12. November 1522 durch Ludwig II. auf Bitte von Zdeniek Lev von Rosentalund mit Stadtwappen begnadet. |
|        | Birkenberg (Březové Hory)                          | Böhmen                      | ⊙    | 1896 | Am 20. April 1896 zur kgl. Bergstadt erhoben. |
|        | Bleistadt (Oloví)                                  | Böhmen                      | ⊙    | 1561 | Bergamt, 6. Februar 1561 ernannt durch Kaiser Ferdinand I. |
|        | Böhmisch Wiesenthal (Loučná)                       | Böhmen                      | ⊙    | 1601 | Stadtrecht um 1527, spätestens 1532. 1601 Kgl. Freie Bergstadt |
|        | Böhmisch Zinnwald (Cínovec)                        | Böhmen                      | ⊙    | 1564 | Bergfreiheiten durch Maximilian II. |
|        | Budweis (České Budějovice)                         | Böhmen                      | ⊙    | 1547 | Vermutlich bereits im 14. Jahrhundert freie Stadt. Am 20. Januar 1547 auch Bergrechte durch Ferdinand I. und damit freie Bergstadt. |
|        | Deutsch-Brod (Havlíčkův Brod)                      | Böhmen                      | ⊙    | 1321 | Angeblich schon 793 Bergbau auf Silber. 1278 Stadtrechte. 1321 durch König Johann zur Bergstadt und 1637 von Kaiser Ferdinand III. 1637 zur freien Bergstadt erhoben. |
|        | Eule (Jílové u Prahy)                              | Böhmen                      | ⊙    |      | Reiche Goldbergwerke. Unter Kaiser Karl IV. zur königlichen Bergstadt erhoben. |
|        | Freiheit (Svoboda nad Úpou)                        | Böhmen                      | ⊙    | 1580 | Erste Bergfreiheit 1556, zweite 4. Januar 1564. Diese Begnadungen führten zum Städtchen Freiheit. Die diesbezügliche im Stadtarchiv aufbewahrte Urkunde, versehen mit dem Siegel und der eigenhändigen Unterschrift des Kaisers Ferdinand III. besagte, dass die von seinen Vorfahren verliehenen Bergfreiheiten und Gerechtsame einer Bergstadt, dem Stadtl Freiheit am 16. März 1648 neuerlich bestätigt werden, was auch von den Nachfolgern, so Kaiser Joseph II. am 10. Februar 1784 und Kaiser Franz I. am 20. April 1827 geschah. |
|        | Frühbuss (Přebuz)                                  | Böhmen                      | ⊙    | 1553 | |
|        | Gang (Kaňk)                                        | Böhmen                      | ⊙    | 1621 | Silberbergbau etwa ab dem 14. Jahrhundert. Stand lange im Schatten von Kuttenberg. Ferdinand II. erhob sie 1621 zur freien Bergstadt und räumte ihr die gleichen Privilegien ein wie Kuttenberg, wo allerdings Berg- und Münzgerichtsbarkeit verblieben. |
|        | Gottesgab (Boží Dar)                               | Sachsen, Böhmen             | ⊙    | 1546 | Bergstadt 1529 nach W. 1531 freie Bergstadt |
|        | Graslitz (Kraslice)                                | Böhmen                      | ⊙    | 1541 | Kupferbergbau. Bereits 1370 von Karl IV. zu einem Bergstädtchen erhoben. Das häufig den Besitzer wechselnde Gebiet wurde 1527 durch Hieronymus Schlick erworben. Am 1. April 1530 Bergfreiheit durch Ferdinand I. 1541 erhielt Graslitz das heutige Stadtwappen und wird freie Bergstadt (kein Dokument, Jahreszahl nach Stadtsiegel). Der Bergbau konnte sich wegen des benachbarten, besser bezahlten Ag-Bergbau nur schwer entwickeln, zählte jedoch bis zu 2000 Beschäftigte. Am 4. August 1601 BO durch August von Schönburg nach Joachimsthaler Vorbild sowie eigenes Bergamt mit Berghauptmannschaft. |
|        | Graupen (Krupka)                                   | Böhmen                      | ⊙    | 1547 | |
|        | Heinrichsgrün (Jindřichovice)                      | Böhmen                      | ⊙    |      | Stadt 1537 |
|        | Hohenelbe (Vrchlabí)                               | Böhmen                      | ⊙    | 1534 | Entstehung durch Bergbau. 1534 durch Kaiser Ferdinand I. zur Bergstadt erhoben. |
|        | Sankt Joachimsthal (Jáchymov)                      | Böhmen                      | ⊙    | 1520 | 1515 wurden auf dem Gebiet der Herrschaft Schlackenwerth reiche Silbererze entdeckt, deren Erschließung Grundherr Stefan Schlick vorantrieb. Ab 1517 Errichtung einer Siedlung mit 1200 Hofstätten für die vor allem aus Sachsen zuströmenden Bergleute. 1518 Schlicksche Bergordnung nach Annaberger Vorbild. Am 6. Januar 1520 Erhebung zur „freien Bergstadt“ per Majestätsbrief durch König Ludwig II. Im selben Jahr erhielten Schlick und seine Brüder das königliche Münzrecht. Bis 1528 wurde etwa 2,2 Millionen Joachimstaler geprägt, die später namensgebend für zahlreiche Währungen wurden (Taler, Dollar). 1534 maximale Produktion. 1541 erlass einer neuen Bergordnung, 1545 mussten die Schlicks die Bergwerke an Kaiser Ferdinand I. abtreten, der 1548 die Schlicksche Bergordnung von 1541 erneuerte. Weitere Abnahme bis etwa 1600. Bergoberamt, dem die Bergämter Schlaggenwald, Bleistadt, Platten/Gottesgab, Katharinaberg/Klosterwald und Pressnitz sowie weitere Ämter unterstanden. |
|        | Sankt Katharinaberg (Hora Svaté Kateřiny)          | Böhmen                      | ⊙    | 1528 | zur Bergstadt erhoben |
|        | Klostergrab (Hrob)                                 | Böhmen                      | ⊙    |      | Bergamt, zwischen 1477 und 1594 |
|        | Krumau (Český Krumlov)                             | Böhmen                      | ⊙    | 1526 | Mitte des 13. Jh. Errichtung einer Burg. Bergbau auf Silber und Gold 1475 belegt, aber älter. Blütezeit zwischen 1519 und 1550. 1519 wurde durch Peter IV. von Rosenberg die Erbstollengerechtigkeit nach Vorbild der Annaberger BO eingeführt. 1526 erteilt Ludwig II. das Recht eines roten Siegels, wie andere freie Bergstädte auch. 1582 Anwendung der Joachimsthaler BO. |
|        | Kupferberg (Měděnec)                               | Böhmen                      | ⊙    |      | |
|        | Kuttenberg (Kutná Hora)                            | Böhmen                      | ⊙    |      | Münzrecht 1300 |
|        | Lauterbach (Čistá)                                 | Böhmen                      | ⊙    | 1551 | Bereits Mitte des 15. Jahrhunderts Stadt, wurde sie am 20. Juni 1551 durch Kaiser Ferdinand I. zur Bergstadt erhoben und mit Stadtwappen begnadet. Kaiser Franz II. erhob sie schließlich in den Rang einer kgl. freien Bergstadt. Heute Wüstung. |
|        | Lichtenstadt (Hroznětín)                           | Böhmen                      | ⊙    |      | |
|        | Mies (Stříbro)                                     | Böhmen                      | ⊙    |      | Bergbau auf Blei und Silber vermutlich bereits 1131. Erneuter Aufschwung vor 1498. Eine BO erging am 4. Juni 1513. Zu dieser Zeit bedeutende Stadt. Unterstand bis 1545 dem Oberberghauptmann von Kuttenberg und seit 1545 Joachimsthal. |
|        | Neudek (Nejdek)                                    | Böhmen                      | ⊙    | 1602 | |
|        | Neuknin (Nový Knín)                                | Böhmen                      | ⊙    | 1479 | Bereits vorher Stadt wurde Neuknin 1479 zur kgl. Bergstadt erhoben. |
|        | Niklasberg (Mikulov)                               | Böhmen                      | ⊙    | 1597 | |
|        | Platten (Horní Blatná)                             | Böhmen                      | ⊙    | 1548 | Bergamt, Beginn des Bergbaus zwischen 1530 und 1532, erste Bergordnung 1535 |
|        | Platz (Místo)                                      | Böhmen                      | ⊙    |      | |
|        | Pressnitz (Přísečnice)                             | Böhmen                      | ⊙    | 1546 | Am 23. Juli 1617 kaufte die Stadt Preßnitz sich von der Herrschaft frei und war fortan „Freie Königliche Bergstadt“. |
|        | Pribram, Freiberg in Böhmen (Příbram)              | Böhmen                      | ⊙    | 1579 | Über viele Jahrhunderte intensiver Silberbergbau. Ab etwa 1560 deutliche Abnahme des Silberausbringens. Um dem entgegen zu wirken erteilt Rudolf II. am 20. November 1579 die Privilegien einer kgl. Bergstadt. |
|        | Rudolfstadt (Rudolfov)                             | Böhmen                      | ⊙    |      | Schnelle Zunahme der Bevölkerung Mitte des 16. Jahrhunderts. 1575 erhob Kaiser Rudolf II. die Siedlung zur Bergstadt, die seinen Namen tragen sollte. |
|        | Schlaggenwald (Horní Slavkov)                      | Böhmen                      | ⊙    | 1547 | Bergamt |
|        | Schönfeld (Krásno)                                 | Böhmen                      | ⊙    | 1547 | Bereits 1142 unter den Grundherrn von Riesenburg zur Stadt erhoben. Am 1. September 1547 erhob Kaiser Ferdinand I. Schönfeld zur kgl. Bergstadt und verlieh ein neues Wappen. |
|        | St. Sebastiansberg (Hora Svatého Šebestiána)       | Böhmen                      | ⊙    | 1597 | Im Jahre 1536 erhielt Sebastiansberg die Zollprivilegien, 1558 wurde die Stadt vom Kaiser Ferdinand I. zum Städtchen erhoben und am 1. April 1563 zur Stadt. Seit dem Jahr 1558 verfügte sie über ein selbstständiges Bergamt. Im Jahre 1561 bekam sie eine Bergordnung. Die 1571 „Bastianperk“ genannte, durch Silber-, Zinn- und Kupferabbau rasch wachsende Bergstadt fiel an Herzog Ferdinand von Tirol, später an die Herren Hassenstein von Lobkowitz und 1605 an die königliche Kammer. Am 2. Januar 1597 erhob der Kaiser Rudolf II. Sebastiansberg zur königlichen Bergstadt. Im Jahre 1665 wurden frühere Bergrechte und Privilegien von Kaiser Leopold I., 1782 von Kaiser Joseph II. und 1795 von Kaiser Franz II. bestätigt. |
|        | Sonnenberg (Výsluní)                               | Böhmen                      | ⊙    | 1584 | Lobkowitz |
|        | Unterreichenstein (Rejštejn)                       | Böhmen                      | ⊙    | 1584 | Entstehung durch Goldbergbau. Stadtrechte bereits im 14. Jahrhundert. 1584 Bestätigung und Begnadung mit Stadtwappen durch Rudolph II. |
|        | Weipert (Vejprty)                                  | Böhmen                      | ⊙    | 1607 | Die Grenzstadt Weipert wurde 1413 erstmals erwähnt. Vermutlich gab es zu dieser Zeit bereits Eisenbergbau und einen Eisenhammer. 1533 wurde die Herrschaft Preßnitz mit Weipert von den Grafen von Lobkowitz an die Grafen Schlick verkauft, die den Bergbau intensivierten. Um 1550 angeblich Silberfunde unter einem umgefallenen Baum (im Wappen dargestellt) und 1570 endgültig einsetzendes Berggeschrei durch die Milde-Hand-Gottes-Zeche, in die bis zu 300 Bergleute einfuhren. Am 3. Januar 1607 Erhebung in den Rang einer „Königlichen Bergstadt“ durch Kaiser Rudolph II. und schließlich am 23. September 1616 in den einer „Königlich freien Bergstadt“ durch Kaiser Matthias. Im Dreißigjährigen Krieg zerstört kam der Bergbau danach nur langsam wieder in Schwung. |

### Markgrafschaft Mähren
| Wappen | Name                                     | Zugehörigkeit als Bergstadt | Lage | Jahr | Anmerkungen |
| ------ | ---------------------------------------- | --------------------------- | ---- | ---- | --- |
|        | Bergstadt (Horní Město)                  | Mähren                      | ⊙    | 1580 | Silber- und etwas Goldbergbau. Entwicklung zweier Städte in unmittelbarer Nachbarschaft. Die ältere Bergmannssiedlung Hangenstein wurde bereits 1398 erwähnt. Am 8. Mai 1542 erließ Ferdinand I. eine umfassende BO für das Gut Hangenstein, die aus der Kuttenberger, Iglauer und Joachimsthaler BO abgeleitet war. Rudolph II. erhob 1580 eine damals aus nur sechs Zechenhäusern bestehende und nur 1 km entfernte Ansiedlung unter dem Namen Bergstadt Hangenstein zur freien Bergstadt. Später verkürzte sich der Name der sich stärker entwickelnden Stadt zu Bergstadt. Skaly (Hangenstein) ist heute nur noch Ortsteil von Horní Město. |
|        | Goldenstein (Branná)                     | Böhmen                      | ⊙    | 1338 | Goldbergbau. 1338 (nicht wie oft angegeben 1325) von Karl IV. (HRR) zur freien Bergstadt erhoben. |
|        | Iglau (Jihlava)                          | Mähren                      | ⊙    | 1249 | Der Sage nach 799, gesichert 1234/1235, kam es bei Iglau zu ertragreichen Silberfunden. Nachfolgend setzte eine intensive Besiedlung durch Bergleute aus dem deutschen Raum ein. 1248/49 wurde mit dem Jura civium et montanorum ein auf Gewohnheitsrechten basierendes Iglauer Stadt- und Bergrecht niedergeschrieben, das erstmals in Europa die Verwaltung einer Berg(bau)stadt regelte. Nach der Münzreform im Jahr 1260 durch Wenzel I. wurden in der Iglauer Münzstätte Denare geprägt. Lange Zeit war Iglau mit seinem Bergschöppenstuhl Zentrum der Bergrechtsprechung, wo auch ausländische Gewerken Schiedssprüche einholten. Schon im 14. Jh. ging der Bergbau deutlich zurück. Die Gesamtförderung betrug je nach Quelle 363 bis 488 t Ag oder auch nur 200 t, davon Großteil bis 1400. Bis 1945 hat sich auf einem etwa 400 km² großen Gebiet die deutschsprachige Iglauer Sprachinsel erhalten. |
|        | Jamnitz (Jemnice)                        | Mähren                      | ⊙    |      | |
|        | Mährisch Altstadt, Goldeck (Staré Město) | Mähren                      | ⊙    |      | |

## Königreich Ungarn
Die Ausdrücke „niederungarische Bergstädte“ bzw. „oberungarische Bergstädte“ beziehen sich auf ihre geographische Lage, vom Fluss Hron (Gran) aus gesehen. Dies ist nicht mit der später üblichen Regionsbezeichnung Oberungarn zu verwechseln.

### Oberungarische Bergstädte
Die Gründung von Bergstädten in dieser Region weist einige Besonderheiten auf. Die Städte wurden von deutschen Kolonisten, den sogenannten Zipser Sachsen gegründet, die im 13. Jahrhundert hier einwanderten. Der ungarische König Stefan V. erteilte ihnen 1271 weitreichende Privilegien. Diese erlaubten es ihnen, sich nach eigenem Gewohnheitsrecht zu richten, das auf dem Sachsenspiegel basierte, dem ältesten deutschen Rechtsbuch. Es wurde 1370 als Zipser Willkür codifiziert. 1344 gründeten 24 Städte eine Föderation und 1349 die „Sieben Zipser Bergstädte“, deren Zentrum Göllnitz war.
1821 werden folgende sieben Zipser Bergstädte genannt: Schwedler, Wagendrüssel, Einsiedel, Krompach, Göllnitz, Stoß und Schmöllnitz als Hauptstadt.
| Wappen | Name                                             | Lage                | Datum | Anmerkungen |
| ------ | ------------------------------------------------ | ------------------- | ----- | --- |
|        | Göllnitz - hu: Gölnicbánya - sk: Gelnica         | Slowakei (Zips) (⊙) | 1264  | Die bedeutendste Stadt der Unterzips ist Göllnitz. Nach dem Eintreffen der deutschen Bergleute wurde es bereits 1264 durch Béla IV. (Ungarn) zur Bergbaustadt erklärt. In der Zeit des blühenden Kupfer- und Silbererzabbaus wurde es 1317 zur königlichen Bergbaustadt erhoben, ausgestattet mit dem Schemnitzer Recht. 1435 verlieh König Sigismund Göllnitz die Reichsunmittelbarkeit mit dem Sitz des Appelationsforums. Die sinkende Ergiebigkeit der Erzfunde hatte auch einen Verlust der Privilegien zur Folge. Da Schmöllnitz, trotz der schwedischen Konkurrenz, auch weiterhin eine umfangreiche Kupferproduktion hatte, übernahm es 1747 die Führungsrolle, Berggericht und Appelationsforum wurden nach Schmöllnitz verlegt. Nach der Beendigung der antihabsburgischen Aufstände setzte in Göllnitz eine langsame Erholung ein, die Einwohnerzahl bewegte sich aber immer nur zwischen 4000 und 5000 Personen. |
|        | Jossau, Joß - hu: Jászó - sk: Jasov              | Slowakei (⊙)        | 1243  | |
|        | Rosenau - hu: Rozsnyó - sk: Rožňava              | Slowakei (⊙)        |       | |
|        | Ruda - hu: Rudabánya                             | Ungarn (⊙)          | 1351  | Es ist eine der ältesten Bergbaustädte des heutigen Ungarn und wurde von König Ludwig dem Großen privilegiert. |
|        | Schmöllnitz - hu: Szomolnok - sk: Smolník        | Slowakei (Zips) (⊙) | 1327  | 1327 zur königl. Bergstadt durch Karl Robert Seit dem 13. Jh. wurden, in Schmöllnitz Kupfer und Silbererze abgebaut. Der Abbau ist oft unterbrochen worden. Außerdem wurde Roheisen erzeugt und im 19. Jh. der Abbau von Antimon und vor allem von Pyrit aufgenommen. Ein besonderes Kapitel im Rahmen der Abbaumethoden bildet das Zementationswasser, das in Schmöllnitz über Jahrhunderte hinweg als nutzbarer Rohstoff zu einer günstigen Nebenquelle der Kupfergewinnung wurde. Die Zementationswässer bildeten natürliche oder künstliche Lösungen von Kupfersalzen, vorwiegend Kupfervitriol, aus denen der Kupferanteil durch metallisches Eisen in festem Zustand ausgefällt wurde. Den größten Aufschwung der Produktion von Zementationskupfer gab es im 19. Jh., als in Schmöllnitz zehn Anlagen in Betrieb waren. In der Zeit des größten Aufschwungs (19. Jh.) wurden 1000 bis 2000 Zentner Kupfer produziert. Ende des dritten Drittels des 19. Jh. wies die Kupfergewinnung aus Grubenwasser einen absteigenden Trend auf. |
|        | Telken - hu: Telkibánya                          | Ungarn (⊙)          |       | |
|        | Zipser Neudorf - hu: Igló - sk: Spišská Nová Ves | Slowakei (⊙)        | 1380  | |
|        | Einsiedel - hu: Remete - sk: Mníšek nad Hnilcom  | Slowakei (Zips) (⊙) |       | Als alte Bergbaustadt kann man auch Einsiedel an der Göllnitz ansehen. |
|        | Krompach - hu: Korompa - sk: Krompachy           | Slowakei (Zips) (⊙) |       | |
|        | Schwedler - hu: Svedlér - sk: Švedlár            | Slowakei (Zips) (⊙) |       | |
|        | Stoß - hu: Stósz - sk: Štós                      | Slowakei (Zips) (⊙) |       | |
|        | Wagendrüssel - hu: Vagendrüssel - sk: Nálepkovo  | Slowakei (Zips) (⊙) |       | Wagendrüssel liegt im westlichen Teil des Göllnitztals. Der deutsche Lokator, der den Ort 1290 gründete hieß Pecoldus. Bis 1924 spielte dort der Bergbau die entscheidende Rolle für die Wirtschaft. |
|        | Dobschau - hu: Dobsina - sk: Dobšiná             | Slowakei (⊙)        |       | Die erste sichere Nachricht über Dobschau findet sich in der Gründungsurkunde aus dem Jahre 1326. Während des ganzen Mittelalters sind Kupfer-, Gold-, Silber- und Eisenerz gefördert worden. Nach 1680 verlagerte sich der Abbau von Kobalt und Nickel auf Asbest. |

### Niederungarische Bergstädte
Am bedeutendsten waren das „goldene Kremnitz“, das „silberne Schemnitz“ und das „kupferne Neusohl“ nach den wichtigsten dort gewonnenen Rohstoffen. Seit 1405 bestand eine Allianz von sechs Bergstädten, zu denen 1466 auch Dilln als siebte gezählt wird. Sie befanden sich in den Komitaten Bars (slowakisch Tekov), Hont und Sohl (Zólyom, slowakisch Zvolen), heutzutage liegen bis auf Pukkanz alle Ortschaften in der Region Banská Bystrica (Slowakei).
| Wappen | Name                                                | Lage     | Jahr | Anmerkungen |
| ------ | --------------------------------------------------- | -------- | ---- | --- |
|        | Kremnitz - hu: Körmöcbánya - sk: Kremnica           | Bars (⊙) | 1328 | Goldbergbau bereits in prähistorischer Zeit nachgewiesen. Am 17. November 1328 erhielt Kremnitz durch den ungarischen König Karl Robert von Anjou Privilegien nach dem Vorbild von Kuttenberg und wurde damit zur freien Bergstadt. Im gleichen Jahr nahm die Münzstätte ihren Betrieb auf, die hier Goldgulden prägte. Die Bergwerke gehörten nur wenigen, am Markt ansässigen „Ringbürgern“. Der langanhaltende Bergbau lieferte zwischen 1328 und 1970 etwa 46 t Gold und 208 t Silber. |
|        | Schemnitz - hu: Selmecbánya - sk: Banská Štiavnica  | Hont (⊙) | 1217 | |
|        | Neusohl - hu: Beszterczebánya - sk: Banská Bystrica | Sohl (⊙) |      | königl. freie Bergstadt |
|        | Dilln - hu: Bélabánya, Fejérbánya - sk: Banská Belá | Hont (⊙) |      | |
|        | Königsberg - hu: Újbánya - sk: Nová Baňa            | Bars (⊙) | 1345 | |
|        | Pukkanz - hu: Bakabánya - sk: Pukanec               | Hont (⊙) |      | |
|        | Libethen - hu: Libetbánya - sk: Ľubietová           | Sohl (⊙) |      | |
|        | Altsohl - hu: Zólyom - sk: Zvolen                   | Sohl (⊙) |      | Privileg später erhalten |
|        | Bries - hu: Breznóbánya - sk: Brezno                | Sohl (⊙) |      | Privileg später erhalten |
|        | Karpfen - hu: Korpona - sk: Krupina                 | Sohl (⊙) |      | Privileg später erhalten |

### Siebenbürgen
Auf Einladung des ungarischen Königs Géza II. besiedelten ab dem 12. Jahrhundert die Siebenbürger Sachsen das Gebiet. 1224 wurde ihnen in einem Freibrief durch Andreas II., dem Privilegium Andreanum (oder Goldener Freibrief), weitreichende Privilegien gegeben, wie die Wahl eigener Richter und die Anwendung von Gewohnheitsrechten. 1438 schützte Albrecht II. die Bergleute der Städte Offenburg, (Groß-)Schlatten, Altenburg und Kreischquell, die später als „die vier Bergstädte Siebenbürgens“ bezeichnet werden.
| Wappen | Name                                                      | Lage | Jahr | Anmerkungen |
| ------ | --------------------------------------------------------- | ---- | ---- | --- |
|        | Frauenbach, Groß-Neustadt - hu: Nagybánya - ro: Baia Mare | ⊙    |      | |
|        | Mittelstadt - hu: Felsőbánya - ro: Baia Sprie             | ⊙    |      | |
|        | Rodenau - hu: Óradna - ro: Rodna                          | ⊙    |      | |
|        | Offenburg - hu: Aranosbánya - ro: Baia de Arieș           | ⊙    |      | Offenburg im Tal des Arieş-Flusses erhielt im Jahre 1325 das Privileg der Bergfreiheit, die 1365 von König Ludwig I. bestätigt wurde, außerdem die eigene Gerichtsbarkeit und eine Münze zur Prägung von Goldmünzen. |
|        | Großschlatten - hu: Abrudbánya - ro: Abrud                | ⊙    |      | |
|        | Altenburg - hu: Körösbánya - ro: Baia de Criș             | ⊙    |      | |
|        | Kreischquell - hu: Kristyór - ro: Crișcior                | ⊙    |      | |
|        | Pernseifen - hu: Boica - ro: Băița                        | ⊙    |      | |